# J.M. Flynn
Pour les articles homonymes, voir Flynn.
Jay M. Flynn, né à Boston en 1925 et mort en 1985, est un auteur américain de roman d’espionnage, de roman policier et de western. Ses œuvres sont parues en Amérique sous les signatures  Jay Flynn et J.M. Flynn, mais seulement sous cette dernière signature en France. Il a également fait paraître quelques westerns sous le nom maison Jack Slade.

## Biographie
Il est GI pendant la Seconde Guerre mondiale. Démobilisé, il travaille pendant dix ans comme reporter criminel pour un journal de Portland dans le Maine.
Sa carrière littéraire connaît un départ fulgurant avec la production intensive de plus d’une quinzaine de romans entre 1958 et 1963. Le tout premier, Nid de chouette (1958), est un roman noir avec des pointes d'humour inusitées où le viril détective Tighe Slattery et la charmante Meg, sa secrétaire, font équipe pour assurer le transport d’une serviette bourrée d’argent. Après avoir été drogués à leur insu, mis nus dans le même lit et accusés du meurtre de l’épouse du héros, ils doivent fuir la police et rechercher les coupables pour se disculper. Les autres polars de l'auteur reprennent les mêmes thèmes sans parvenir à se démarquer de la production standard des années 1950, notamment Ça sent le gaz (1961) et Mais ça t’empêchera de te noyer! (1961), deux récits qui mettent en scène des marins qui sont accusés à tort de meurtre.
Dans Chignole qui vole (1959), premier volet d’une série d’espionnage, l’agent McHugh est chargée par le Pentagone de la mission peu banale de retrouver le butin d’un hold-up, ce qui s’avère beaucoup plus difficile que prévu, malgré l’aide reçue par Nick Foote et Jim Murrell, deux amis du héros et agents du FBI. Les autres missions de la série, plus convenues, abordent successivement les thèmes rabâchés de la menace d’une bombe nucléaire (Un coup de sombrero), de l’élimination d’un dictateur d’une île des Caraïbes (Mic-Mac Hugh) et de la tentative de débusquer un ancien nazi (La Chasse au loup blanc).
The Action Man (1961), qui raconte comment un vieux truand cambriole la banque d’une base militaire et réussit ensuite à tenir tête à tous les sbires de la mafia, a été traduit dans la Série noire sous le titre Je fignole et adapté au cinéma sous celui de Le Soleil des voyous en 1967 par le réalisateur français Jean Delannoy, avec Jean Gabin et Robert Stack.

## Œuvre
Tous les romans sont parus en France sous la seule signature J.M. Flynn

### Romans signés Jay Flynn

#### Série d’espionnageMcHugh
- McHugh (1959) Publié en français sous le titre Chignole qui vole, Paris, Gallimard, Série noire no 618, 1961
- It’s Murder, McHugh (1960) Publié en français sous le titre Un coup de sombrero, Paris, Gallimard, Série noire no 631, 1961
- Viva McHugh (1960) Publié en français sous le titre Mic-Mac Hugh, Paris, Gallimard, Série noire no 709, 1961
- A Body for McHugh (1960) Publié en français sous le titre Mac Chab pour Mac Hugh, Paris, Gallimard, Série noire no 709, 1961
- The Five Faces of Murder (1962) Publié en français sous le titre La Chasse au loup blanc, Paris, Gallimard, Série noire no 852, 1964

#### Série policièreJoe Rigg
- Blood on Frisco Bay (1976)
- Trouble Is My Business (1976)

#### Série westernBannerman
- Bannerman (1976)
- Border Incident (1958)

#### Autres romans policiers
- The Action Man (1961) Publié en français sous le titre Je fignole, Paris, Gallimard, Série noire no 702, 1961
- Sail East to Hell (1962) Publié en français sous le titre Une espionne qui rapporte, Paris, Presses internationales, coll. Inter-Espion Choc no 18, 1963
- There Was a Deadly  Man (1963) Publié en français sous le titre Le Fauve, Paris, Gallimard, Série noire no 852, 1964

#### Romans signés J.M. Flynn
- The Deadly Boodle (1958) Publié en français sous le titre Nid de chouette, Paris, Gallimard, Série noire no 534, 1959
- Drink with the Death (1959)
- Terror Tournament (1959)
- The Hot Chariot (1960) Publié en français sous le titre Au ras des pâquerettes, Paris, Gallimard, Série noire no 673, 1961
- Ring Around a Rogue (1960) Publié en français sous le titre Le Crépuscule des margoulins, Paris, Gallimard, Série noire no 741, 1962
- One for the Death House (1961) Publié en français sous le titre Ça sent le gaz, Paris, Gallimard, Série noire no 718, 1962
- The Girl from Las Vegas (1961) Publié en français sous le titre Le Comptoir des alouettes, Paris, Gallimard, Série noire no 737, 1962
- Deep Six (1961) Publié en français sous le titre Mais ça t’empêchera de te noyer!, Paris, Gallimard, Série noire no 731, 1962
- The Screaming Cargo (1961) Publié en français sous le titre En suivant le mouflet, Paris, Gallimard, Série noire no 759, 1963
- SurfSide 6 (1962)
- Warlock (1976)
- Danger Zone (1977)

#### Romans westerns signés Jack Slade
- Lust for Gold (1977)
- Hangman (1977)
- Wolverine (1978)
- Big Foot’s Range (1979)

### Nouvelle
- The Badger Game (1956)

### Adaptation cinématographique
1967 : Le Soleil des voyous, film français de Jean Delannoy d’après le roman Je fignole (The Action Man), avec Jean Gabin et Robert Stack.

## Sources
- Claude Mesplède (dir.), Dictionnaire des littératures policières, vol. 1 : A - I, Nantes, Joseph K, coll. « Temps noir », 2007, 1054 p. (ISBN 978-2-910-68644-4, OCLC 315873251), p. 759.